# 原水站
原水站（日语：／ Haramizu eki */?）是位於熊本縣菊池郡菊陽町大字原水，九州旅客鐵道（JR九州）的豐肥本線車站。

## 車站構造
建有以水泥建成、結合候車亭功能旳的簡易車站一座，左右兩端各建有1個候車室，中央為車站及月台出入口，設置了一組對對應出、入閘的IC卡感應器。左側候車室除設有獨立式候車座椅外，也設置了一部發售短距離的簡易式自動售票機，外側為男、女共用洗手間，至於右側旳候車室則放置了打掃用旳儲物櫃一個。
兩端候車室的頂部原採用開放式設計，但鑑於左邊候車室旁邊為洗手間，近年因應使用人數大幅增加而進行了洗手間改善工程，並更新洗手間內的設施，同時也順道將左側候車室的原有開放式頂部加裝密封式的玻璃窗，以減少洗手間對候車室的氣味影響。至於右側候車室則維持原貌。
本站雖然為無人車站，但因應2024年台積電熊本工場在車站附近正式投入營運，令使用人數大幅增加，因此在上、下班時間，本站會臨塌抽調職員在本站虙理票務相關事宜。

### 月台
設有側式月台2個，長度約為100米，以靠向三里木方向的平交道連接。本站採用固定開放式的轉轍器，即列車進站時，相關的轉轍器已設定進入特定的路軌內，離站時借車輪的推動而短暫改變位置以順暢接駁後續路軌，駛離後便會自動返回原處。
| 月台 | 路線      | 上下行 | 方向                                         |
| ---- | --------- | ------ | -------------------------------------------- |
| 1    | ■豐肥本線 | 上行   | 熊本方向 經■鹿兒島本線往鳥栖、植木、八代方向 |
| 2    | ■豐肥本線 | 下行   | 肥後大津、宮地方向                           |

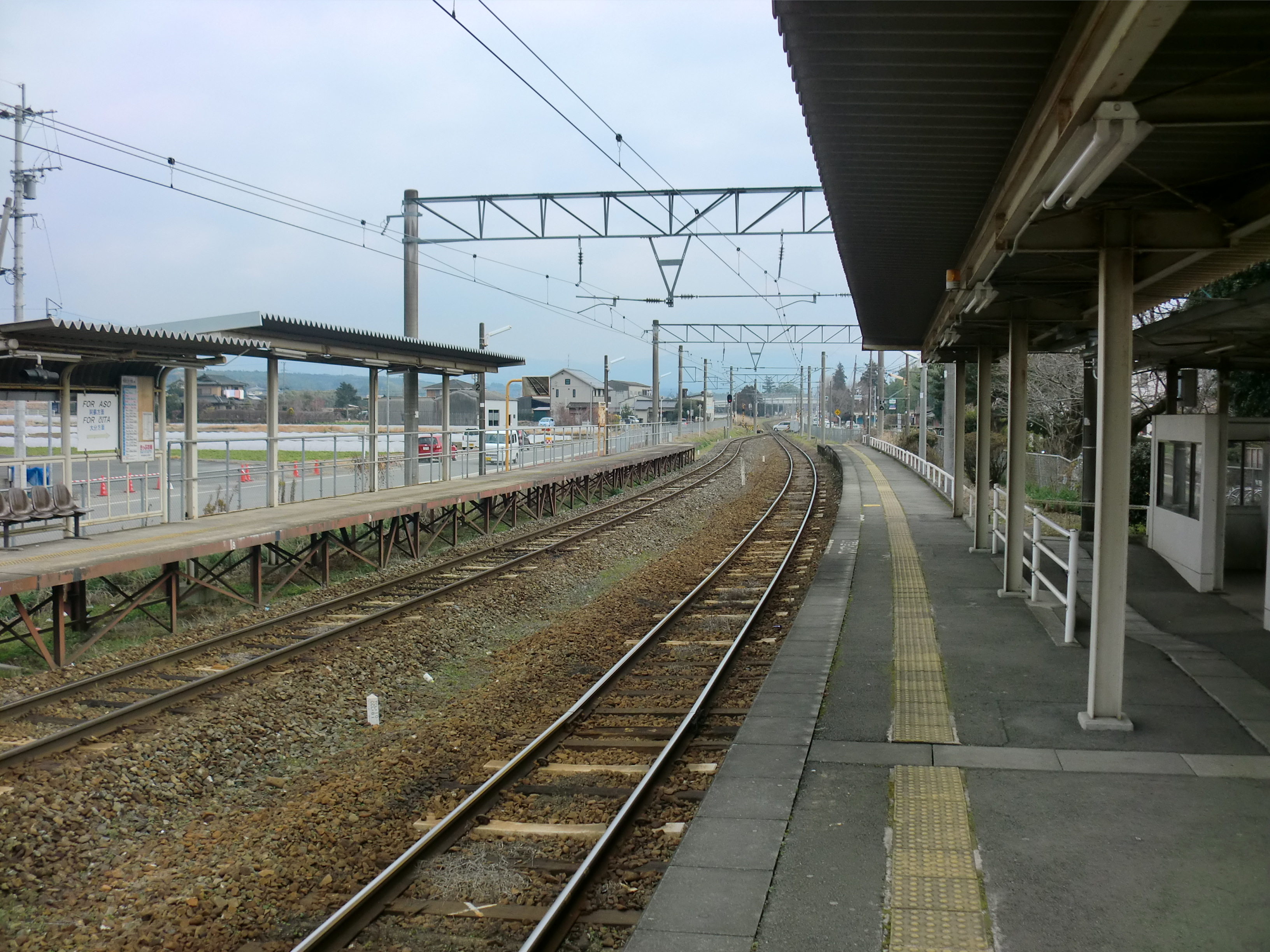
月台（2014年1月）
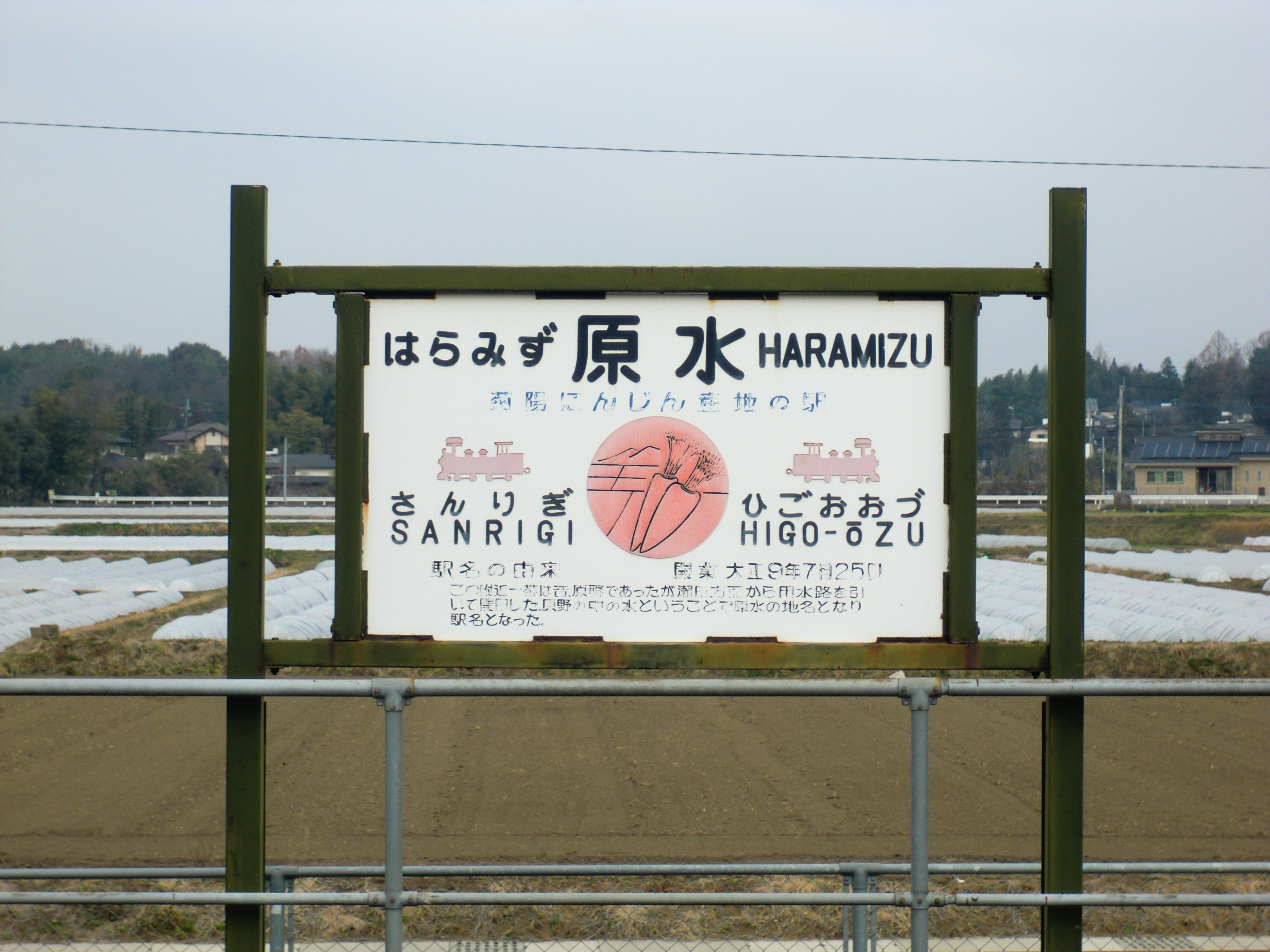
根據當地特產設計的站名牌圖案（2014年1月）

## 歷史
- 1920年7月25日：宮地輕便線車站啟用[3]。
- 1922年9月2日：宮地輕便線改名為宮地線[3]。
- 1928年12月2日：宮地線改名為豐肥本線[3]。
- 1971年10月：成為無人車站。
- 1987年4月1日：隨國鐵分割民營化，車站由九州旅客鐵道（JR九州）營運[5][6][7][3]。
- 2012年12月1日：此站可以使用IC卡SUGOCA[8]。
- 2024年：因應乘客量增加，將拓展月台的寬度從目前的2米增加1米，予定於2024年底完工。

## 利用狀況
隨著半導體廠在車站附近興建，利用本站通勤的人數大幅增加。
| 年度 | 1日平均 乘車人員 | 變化率 | 注釋   |
| ---- | ---------------- | ------ | ------ |
| 2016 | 668              |        | [ 9 ]  |
| 2017 | 816              | 22.2%  | [ 10 ] |
| 2018 | 945              | 15.8%  | [ 11 ] |
| 2019 | 1,001            | 5.9%   | [ 12 ] |
| 2020 | 780              | -22.1% | [ 13 ] |
| 2021 | 878              | 12.6%  | [ 14 ] |
| 2022 | 1,089            | 24.0%  | [ 15 ] |
| 2023 | 1,445            | 32.7%  | [ 16 ] |

## 車站周邊
車站原為一般城市近郊的住宅區，較多住宅位於車站南方，北端相對以農田為主，然而，隨着
台積電熊本工場於車站北端旳日本先進半導體製造（JASM）內落成啟用，大量上班族亦使用本站接駁其他交通工具前往工場，使利用人數出現上升。
其餘的主要設施包括有：
- 菊陽町公所
- 菊陽原水郵局
- 聞光寺
- 鐵砲小路（日语：鉄砲小路）（熊本Artpoils（日语：くまもとアートポリス）選定的既存建築物）
- 國道57號（日语：国道57号）
- 半導體技術園區（索尼半導體製造九州熊本工場、日本先進半導體製造（JASM）及熊本縣立技術短期大學等）

## 相鄰車站
九州旅客鐵道（JR九州）
■豐肥本線
■特急「九州横断特急」、「阿蘇男孩！」
通過
■普通
三里木－原水－肥後大津

## 外部連結
- JR九州原水站 （页面存档备份，存于）（日語）